# Pesadelo do Acaso

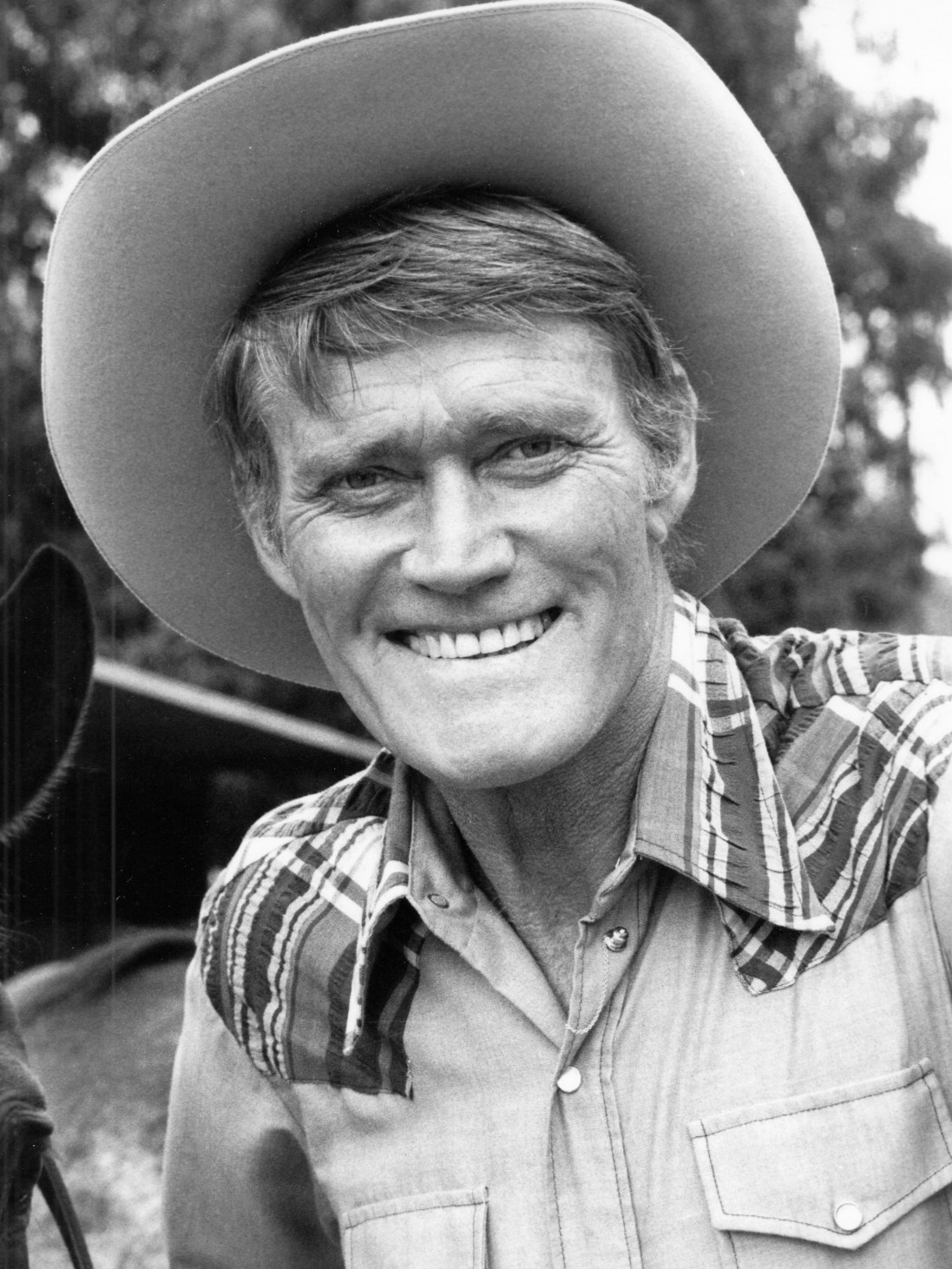
Chuck Connors protagonizou o xerife sem escrúpulos Slim Danen.

Pesadelo do Acaso é um filme de televisão norte-americano estrelado por Chuck Connors, Deborah Raffin e Lynne Moody. O drama foi dirigido por John Llewellyn Moxey e lançado pelo canal ABC em 1976. A história é baseada num caso real e envolve estupro, assassinato, abusos, maus-tratos e escravidão branca e negra.
O drama tornou-se tão popular na China que foi lançado também nos cinemas do país, transformando a atriz Deborah Raffin numa celebridade nacional e na primeira atriz ocidental a fazer um tour promocional pelo país, após o qual ela se tornou uma espécie de embaixatriz não oficial ao ajudar a China a negociar filmes com Hollywood.

## Sinopse
Enquanto dirigem pelo interior norte-americano, duas estudantes secundárias de férias (Cathy e Diane) têm um dos pneus do carro acidentalmente furado, o que as força a parar para trocá-lo no acostamento de uma rodovia do pequeno condado de Badham.
É aí que, por um golpe do destino, elas se deparam com o sórdido xerife local, Slim Danen, com quem entram em confronto por repelirem suas investidas.
Não demora muito para elas serem arbitrariamente detidas e levadas para uma prisão-fazenda, onde se dão conta de que a vida como prisioneiras no isolamento rural de uma terra sem lei é um verdadeiro inferno, pois junto com as outras presas, elas não só são tratadas como escravas, mas são expostas a abusos físicos e mentais.
Logo elas percebem que a única maneira de escapar desse pesadelo do acaso é fugindo.

## Elenco
| Ator              | Personagem         |
| ----------------- | ------------------ |
| Chuck Connors     | Sheriff Slim Danen |
| Deborah Raffin    | Cathy Phillips     |
| Lynne Moody       | Diane Emery        |
| Fionnula Flanagan | Dulcie             |
| Robert Reed       | Superint. Dancer   |
| Lana Wood         | Smitty             |
| Tina Louise       | Greer              |
| Ralph Bellamy     | Judge              |
| Leslie Albers     | Waitress           |
| Della Reese       | Sara               |